# Nicolas Barré
Nicholas Barré, OM (21. října 1621, Amiens – 31. května 1686, Paříž) byl francouzský římskokatolický kněz a řeholník, člen Řádu Nejmenších bratří svatého Františka z Pauly, zakladatel kongregace Sester od Dítěte Ježíše. Katolická církev jej uctívá jako blahoslaveného.

## Život
Narodil se dne 21. října 1621 v Amiens jako jediný syn Louiseho a Antoinetty Barréových. Jeho otec pracoval jako galanter. Jako chlapec byl vychován u jezuitů a roku 1640 se rozhodl připojit k Řádu Nejmenších bratří svatého Františka z Pauly. V roce 1642 složil své řeholní sliby.
Roku 1643 byl poslán do Paříže, aby pokračoval ve svých teologických studiích v rámci přípravy na kněžské svěcení. Když byl ještě jáhnem, byl požádán, aby učil filozofii v klášteře na Place Royale. Po kněžském svěcení v roce 1645 se ujal funkce profesora teologie a knihovníka v klášterem zřizované knihovně. V roce 1655 onemocněl a byl poslán do kláštera v Amiens, kde poté byl sakristiánem.
V roce 1659 byl poslán do Rouenu, kde vykonával svůj apoštolát se svými spolubratry. Byl zde proslulý především jako kazatel. V Rouenu musel čelit následkům francouzsko-španělské války (1635–1659) a epidemie moru, při které roku 1662 zemřela polovina zdejších dětí. Mnozí zde byli bez domova, potulovali se po ulicích jako žebráci, nebo propadali prostituci. Jako jeden z důvodů chudoby obyvatelstva Rouenu určil nedostatečné školství, kdy školy pro dívky zde nebyly téměř žádné, škol pro chlapce bylo velmi málo a náboženská výchova téměř neexistovala. Rozhodl se proto shromáždit skupinu žen, která po přípravě začala učit v jím nově zřizovaných školách v Rouenu a okolí, kdy první neplacenou školu pro chudé děti zřídil roku 1662. Ze skupiny dam vznikla nová ženská řeholní kongregace Sester od Dítěte Ježíše, jím založená roku 1666, která se poté značně rozrostla.
Roku 1675 se vrátil do Paříže, kde pokračoval v zakládání škol, které vedla jím založená kongregace. Podporovala jej zde Marie de Lorraine, vévodkyně z Guise, která financovala školení členek kongregace Sester od Dítěte Ježíše tak, aby mohly učit na školách.
Jeho zdravotní stav, který nikdy nebyl příliš pevný, se zhoršoval, pročež zbytek života strávil na ošetřovně řádu, kterého byl členem, v Paříži. Zemřel v Paříži dne 31. května 1686 ve věku 64 let.

## Úcta
Jeho beatifikační proces započal dne 5. dubna 1976, čímž obdržel titul služebník Boží. Dne 21. března 1983 jej papež sv. Jan Pavel II. podepsáním dekretu o jeho hrdinských ctnostech prohlásil za ctihodného. Dne 6. dubna 1998 byl uznán zázrak na jeho přímluvu, potřebný pro jeho blahořečení.
Blahořečen pak byl dne 7. března 1999 v bazilice sv. Petra papežem sv. Janem Pavlem II.
Jeho památka je připomínána 21. října. Bývá zobrazován v řeholním oděvu. Je patronem jím založené kongregace.